# Landesregierung Steinböck III
Die Landesregierung Steinböck III bildete die Niederösterreichische Landesregierung während der VI. Gesetzgebungsperiode vom 10. November 1954 bis zum 4. Juni 1959. Sie folgte der Landesregierung Steinböck II nach. Nach der Landtagswahl vom 17. Oktober 1954 stellte die Österreichische Volkspartei (ÖVP) vier Regierungsmitglieder, die Sozialdemokratische Partei Österreichs (SPÖ) stellte 3 Regierungsmitglieder. Die Regierungsmannschaft ging zunächst gegenüber der Vorgängerregierung unverändert in die neue Gesetzgebungsperiode. Zur einzigen Änderung in der Regierungszusammensetzung kam es im Oktober 1957. Hans Brachmann (SPÖ) trat am 15. Oktober 1957 als Landesrat zurück und wurde am 24. Oktober 1957 von Emmerich Wenger abgelöst.

## Regierungsmitglieder
| Amt                                                     | Name             | Partei | Ressorts |
| ------------------------------------------------------- | ---------------- | ------ | -------- |
| Landeshauptmann                                         | Johann Steinböck | ÖVP    |          |
| Landeshauptmannstellvertreter                           | August Kargl     | ÖVP    |          |
| Landeshauptmannstellvertreter                           | Franz Popp       | SPÖ    |          |
| Landesrat                                               | Viktor Müllner   | ÖVP    |          |
| Landesrat                                               | Johann Waltner   | ÖVP    |          |
| Landesrat                                               | Felix Stika      | SPÖ    |          |
| Landesrat ab 24. Oktober 1957                           | Emmerich Wenger  | SPÖ    |          |
| Vorzeitig ausgeschiedene Mitglieder der Landesregierung |                  |        |          |
| Landesrat bis 15. Oktober 1957                          | Hans Brachmann   | SPÖ    |          |